# Dennis Dun
Dennis Dun (né le 19 avril 1952 à Stockton, Californie) est un acteur américain d'origine chinoise, vivant à Los Angeles.

## Filmographie

### Cinéma
- 1985 : L'Année du dragon (Year of the Dragon) de Michael Cimino : Herbert Kwong
- 1986 : Les Aventures de Jack Burton dans les griffes du Mandarin (Big Trouble in Little China) de John Carpenter : Wang Chi
- 1987 : Prince des ténèbres (Prince of Darkness) de John Carpenter : Walter
- 1987 : Le Dernier Empereur (L'ultimo imperatore) / (The Last Emperor) de Bernardo Bertolucci : Big Li
- 1997 : Magic Warriors (Warriors of Virtue) de Ronny Yu : Ming

## Télévision

### Séries télévisées
- 1988-1991 : Jack Killian, l'homme au micro (Midnight Caller) : Billy Po
- 1998 : Une nounou d'enfer (The Nanny) : Docteur Fu
- 2001 : Charmed : Mr Chang (Saison 3 épisode 12)